# Knowlton's Rangers
I Knowlton's Rangers furono la prima unità organizzata di spionaggio degli Stati Uniti d'America, costituita dopo che gli Stati Uniti dichiararono guerra al Regno Unito. Prendendo il nome dal loro comandante, Thomas Knowlton, vennero costituiti nel 1776.

## Storia

### Formazione
Il 12 agosto 1776, il generale George Washington promosse Knowlton al grado di tenente colonnello e gli ordinò di selezionare un gruppo selezionato di uomini del Connecticut, Rhode Island e Massachusetts per l'espletamento di missioni esplorative in territorio nemico. Questa prima unità del genere, chiamata "Knowlton's Rangers", fu anche il primo gruppo organizzato d'élite militare, assimilabile alle moderne forze speciali. La famosa spia americana, capitano Nathan Hale, di Coventry, Connecticut, operò sotto il comando del tenente colonnello Thomas Knowlton.  La data del "1776", nel moderno Esercito Statunitense, è nota come quella della fondazione della prima unità di spionaggio, riferita alla formazione dei Knowlton's Rangers.

### Battaglia di Harlem Heights
Il 16 settembre 1776, i Knowlton's Rangers, strutturati come un reggimento di fanteria leggera, andarono come avanscoperta dell'esercito di Washington alla Battaglia di Harlem Heights. Incontrarono per caso la Black Watch, una élite di Highlander, unità britannica con un drappello di mercenari. Furono costretti ad indietreggiare ma ingaggiarono di nuovo il combattimento con il supporto di una unità guidata dal maggiore Andrew Leitch della Virginia. Il generale Washington ordinò alle unità di marciare verso le retrovie del nemico, mentre Knowlton impegnava l'attenzione delle truppe britanniche. Un colpo americano prematuro, sparato sul fianco destro degli inglesi, rovinò la sorpresa dell'azione di Washington ponendo a rischio i Knowlton Rangers e le truppe della Virginia. Una volta che il colpo era stato sparato prematuramente, Knowlton radunò le sue truppe per portare avanti l'attacco. Entrambi i comandanti vennero uccisi davanti ai loro uomini. La perdita di Knowlton fu lamentata da Washington nel suo rapporto del 17 settembre 1776 con la dichiarazione " Il valoroso e coraggioso colonnello Knowlton, ... sarebbe stato un onore per qualsiasi Paese, caduto ieri, mentre combatteva gloriosamente ...  ".